# Monika Glettler
Monika Glettler (* 19. Januar 1942 in Bad Schlag, Sudetenland) ist eine deutsche Historikerin.

## Leben
Monika Glettler wurde in Bad Schlag bei Gablonz an der Neiße im heutigen Tschechien geboren. Sie studierte an den Universitäten München, Wien und Prag Geschichte, Slavistik und Germanistik und wurde 1971 in Saarbrücken promoviert. Danach war sie für ein Jahr wissenschaftliche Mitarbeiterin im Collegium Carolinum. Von 1973 bis 1976 arbeitete sie in ungarischen und slowakischen Archiven an ihrer Habilitation, die sie 1978 in München abschloss. 1980/1981 lehrte sie als Gastprofessorin an der Columbia University, Institute on East Central Europe. Dann lehrte sie an der Universität München, wurde zur außerplanmäßigen Professorin ernannt und vertrat 1987/1988 die C4-Professur für Osteuropäische Geschichte an der Universität Frankfurt am Main. Danach kehrte sie wieder nach München zurück und übernahm dort die Geschäftsführung und wissenschaftliche Leitung des Sudetendeutschen Archivs.
Von 1994 bis 2002 hatte Glettler den Lehrstuhl für Neuere und Osteuropäische Geschichte an der Philosophischen Fakultät der Albert-Ludwigs-Universität Freiburg inne.
1996 wurde Monika Glettler als ordentliches Mitglied der Geisteswissenschaftlichen Klasse in die Sudetendeutsche Akademie der Wissenschaften und Künste berufen. Glettler war ordentliches Mitglied der Historischen Kommission für die böhmischen Länder im Collegium Carolinum.
Sie ist Namensgeberin des Monika-Glettler-Preis der Monika-Glettler-Stiftung des Verbands der Freunde der Universität Freiburg e.V.

## Ehrungen und Auszeichnungen
- Förderpreis des Theodor-Körner-Fonds in Wien (1977)
- Anton-Gindely-Preis für Geschichte der Donaumonarchie in Wien (1981)
- Ehrendiplom des Slovak World Congress, Toronto (1982)
- Sudetendeutscher Kulturpreis für Wissenschaft (1984)

## Schriften (Auswahl)
- Die Wiener Tschechen um 1900. Strukturanalyse einer nationalen Minderheit in der Großstadt. München 1972, ISBN 3-486-43821-2.
- Pittsburg, Wien, Budapest. Programm und Praxis der Nationalitätenpolitik bei der Auswanderung der ungarischen Slowaken nach Amerika um 1900. Wien 1980, ISBN 3-7001-0345-9.
- Böhmisches Wien. Wien 1985, ISBN 3-7008-0307-9.
- mit Alena Míšková: Prager Professoren 1938–1948. Zwischen Wissenschaft und Politik. Essen 2001, ISBN 3-88474-955-2.